# Georges V de Gourie
Georges V de Gourie (Giorgi V Gurieli géorgien : გიორგი V გურიელი) (fl. 1726–1788), de la maison Gouriel, est prince de Gouri de 1756 à 1758 et de  1765 à 1771 et enfin de 1776 à 1788.

## Biographie
Georges est le fils cadet de Georges IV Gurieli et le jeune frère de Mamia IV Gurieli. Il est intronisé par le roi Salomon Ier d'Iméréthiecomme Prince-régnant de Gouria, en 1756, à la place de Mamia, qui a été impliqué dans une révolte contre Salomon quatre ans plus tôt. Mamia réussit à, convaincre le roi Héraclius II de Karkhétie et le pacha Ottoman d'Akhaltsikhe de l'aider à recouvrer son trône et Georges est déposé en sa faveur. En 1765, Hasan Pasdad Akhaltsikhe (1758-1767), en réponse à l'engagement anti-ottoman de Mamia IV et de Salomon restaure Georges V de Gourie. Georges se joint alors au prétendant au trône d'Iméréthie Teimouraz et au duc de Ratcha lors des révoltes contre Salomon soutenues par les ottomans, mais ils sont défaits à Chkhari en 1768.
In 1770, Salomon met à profit la Guerre russo-turque de 1768-1774, pour intervenir en Gourie où il défait l'armée ottomane et marche sur Batoumi, et en 1771, il dépose Georges V en faveur de Mamia IV. Ce n'est qu'en 1776 que Georges exploitant les détériorations des relations entre Salomon et Mamia, réussit à s'imposer contre son frère et à saisir le pouvoir en Gourie. Il se réconcilie alors avec Salomon et se joint à son expédition contre la mainmise des ottomans sur la basse Gourie et Adjara, qui est rattachée à la Gourie en 1784. 
La campagne s'achève par un désastre pour les souverains géorgiens en mars 1784, et se termine par la perte permanente pour la Gourie de la région de Kobuleti. Plus tard dans la même année, après la mort de Salomon, Georges V Gurieli soutient les prétentions
de David II à la couronne et combat contre le candidat des ottomans le prince Kaikhosro Abachidzé, gendre du roi Salomon Ier. Georges V Gurieli règne encore jusqu'en 1788, lorsque déjà très âgé et fatigué par l'instabilité politique dans sa principauté, il abdique en faveur de son fils aîné  Simon II Gurieli.

## Famille
Giorgi Gurieli épouse la  Princesse Mariam (morte c. 1779), probable fille du roi  Alexandre V d'Iméréthie. Il a six enfants:
- Prince Simon II Gurieli (mort en 1792), Prince-régnant de Gouria;
- Prince Vakhtang II Gurieli (mort en 1814 ou 1825), Prince-régnant de Gourie;
- Prince Kaïkhosro IV Gurieli (mort en 1829), prince-régent (1792–1809);
- Prince Levan, épouse la  Princesss Elisabed Anchabadzé;
- Princesse Agata (fl. 1837), épouse le Prince Aleksandre Machutadzé puis, le Prince Davit Mikeladzé;
- Prince Davit (mort  c. 1833), épouse princesse Elene, fille de Grigol Dadiani de Mingrélie. Dans la décennie 1820, c'est un opposant à l'hégémonie russe en Gourie et il meurt en exil dans l'Empire ottoman. Ses deux fils de David Grigol (1819–1892) et Levan (1824–1888) seront généraux dans l'armée impériale russe. Il est l'ancêtre de la lignée existantes des Gouriel[2].